# Enrico Misley
Enrico Misley (Modena, 6 maggio 1801 – Barcellona, 2 gennaio 1863) è stato un avvocato e patriota italiano, coideatore, insieme a Ciro Menotti, dei moti del 1830-31 a Modena.

## Biografia
Misley sviluppò la sua cultura rivoluzionaria in Francia, durante la Rivoluzione di luglio, nella quale si trovò a combattere contro le truppe di Luigi Filippo di Francia. Mantenne molti contatti con esuli francesi o inglesi negli anni seguenti, scambiando con essi una fitta corrispondenza.
Misley stipulò poi un accordo di non intervento in caso di insurrezione con Francesco IV di Modena, ma questi non lo rispettò.
I moti del 1830-31 furono soffocati nel sangue.
Il fatto che, a differenza di Ciro Menotti, Misley fosse sfuggito alla repressione e non subì condanne lo rese sospetto di tradimento gli valse l'accusa di doppio gioco, dubbi che rimasero anche dopo che il Misley tentò di giustificarsi nel libro L'Italie sous la domination autrichienne (Parigi 1832). Al testo di Misley rispose il magistrato asburgico Paride Zajotti con un pamphlet anonimo intitolato Semplice verità opposta alle menzogne di Enrico Misley nel suo libello L'Italie sous la domination autriachienne (1834).
A Misley è intitolata una via centrale di Modena.